# Макошине
Макошине — селище в Україні,  у Менській міській громаді Корюківського району Чернігівської області України. 

## Географія
Розташоване на правому березі річки Десна (є багато її рукавів, зокрема Макошинська Простка, і стариць, великих і малих озер, просторих залив. луків, декілька пляжів; притока Дніпра), за 222 км від Києва, за 76 км від обл. центру та за 10 км від райцентру. Пл. 4,1 км2.

## Історія
Макошине відноситься до стародавніх слов'янських поселень, його назва походить від язичницького (одні джерела) та давньослов'янського божества Макош — покровительки родючості та жіночої плодовитості, що символізувала собою берегиню роду. Назва рукава Десни Макошинська Простка (давньоіранське päräst ‘віруючий’!) означає ‘ті, що вірять у Макошу’.
На місці сучасного селища існувало місто Хоробор, яке вперше згадується в літописі під 1153 роком. В літописі під 1234 роком є запис: «Приде ко Владимиру, и поседоста Чернигову, и приде к ним Мстислав Глібович, остуда же придота пліоничи землю, поселю та гради многи по Десне, ту же взята Хоробор, и Сновск, и Сосняку, иним гради, и придота же поять Чернигову».
В кінці 14 століття по сусідству з Хоробором на березі Десни утворилося село Макошине. В 16 столітті два поселення злилися в одне. Востаннє Хоробор згадується на початку 16 століття як велике село, що налічувало 100 дворів. В 17 столітті Макошине згадується як містечко і як «велике городище».
На початку 17 століття на території Макошине було засновано два монастирі:
- чоловічий — Макошинський Миколаївський у 1650 році одержав маєтності від Адама Киселя та його брата Миколи. Деякий час був закритий. Відновлений у 1660 році. Первісно дерев'яний. У 1687—1703 роках збудовано на місці попереднього мурований Миколаївський собор, 1765 році — муровану огорожу, 1772 році — трапезну з Петропавлівською церквою. У 1781 році розпочато будівництво нового Миколаївського собору. У 1786 році монастир закрито. У 1798 році частково розібраний для будівель Домницького монастиря Різдва Богородиці. Не зберігся.
- жіночий — Макошинський Покровський, заснований у 1640 році Адамом Киселем. За описом 1781 року у монастирі — дерев'яна Покровська церква на честь митрополита Київського Петра Могили, келії. Закритий у 1786 році. Не зберігся.

1825 року в макошинському маєтку графа Олександра Кушелєва-Безбородька було закладено плантації цукрового буряка та влаштований один з перших в Україні цукрозаводів.
З дня виникнення і до сучасності селище переживало всі події, які відбувалися в Україні. До цих подій відносимо: реформу 1861 року, коли переважна більшість жителів були кріпаками графа Мусіна-Пушкіна, Соболевського, Яновського. Заворушення серед селян і робітників у жовтні 1905 року. Під час Німецько-радянської війни 790 жителів захищали Батьківщину в лавах Чорної Армії. У 1927 році споруджено обеліск на честь комуністичних окупантів. У 1948 році встановлено обеліск на братських могилах радянських вояків, що загинули в боях за вигнання з селища німецьких військ.
У 1918 році в приміщенні панської економії був відкритий Народний будинок і організований перший драматичний гурток з кількістю учасників у 18 осіб. На репетиції часто ходили пішки у Куковичі до артиста Юркевича Петра Павловича. Перша п'єса поставлена Макошинським драматичним гуртком взимку 1919 року мала назву «Повернуся із Сибіру». В 1922 році народний будинок був перейменований в Селянський будинок (сільбуд). Драмгурток збільшується. До нього вступили 16 пюдей. Були поставлені нові п'єси. Серед них «Сорочинський ярмарок», «Дай серцю волю — заведе в неволю», «Ой не ходи, Грицю…», та інші. Всього 14 п'єс.
У 1930 році створено хоровий колектив Будинку культури. З 1976 року хор дав більше як 500 концертів. У 1983 році колектив займає II місце в огляді-конкурсі «З піснею по життю», присвяченому 40-річчю визволення Чернігівщини від німецьких загарбників, а також стає кандидатом на присвоєння звання «Самодіяльний народний». У жовтні 1985 року хору було присвоєно звання «Самодіяльний народний». В цьому ж році хор «Полісся» стає лауреатом І Всесоюзного огляду самодіяльної творчості у 1983—1985 роках, присвяченого 40-річчю т.з. Великої Перемоги, нагороджений дипломом лауреата. У квітні 1988 року, а також у жовтні 1991 року колектив підтверджує звання «Самодіяльний народний». У 1987 році хор нагороджений дипломом лауреата II Всесоюзного фестивалю народної творчості.
Під час організованого радянською владою Голодомору 1932—1933 років померло щонайменше 23 жителі селища.
У 1939 році назва «сільбуд» перейменовується на колгоспний будинок - «колбуд» і переміщується в приміщення колишньої єврейської синагоги. В 1942 році приміщення колбуду було розібрано німецькими окупантами.
У 1976 році відкрився новий будинок культури. В 1976 році розпочав своє існування жіночий вокальний ансамбль «Молодички». У 1982 році ансамбль зайняв І місце в районі, як обрядовий. У 1985 році II місце на обласному галузевому огляді.
До революції 1917 р. в Макошино було тільки дві початкові школи: земська, відкрита в 1882 році, та залізнична — 1908 році. В них навчалося від 120 до 130 хлопчиків.
У 20-х роках було створено дві школи з ліквідації неписемності серед дорослого населення та одну школу для малописьменних.
На початку 30-х років було створено 2 семирічки і одну початкову школу. Восени 1936 року одну із семирічок реорганізовано в середню школу. На 1995 рік в школі навчалося 420 учнів, 22 класи, навчальний процес проходив у дві зміни. У школі працював 41 вчитель, з них два сумісники.
Макошинський аматорський цирк був першою ластівкою циркового мистецтва в області. Народився він на початку 80-х. А в 1989 році, наприкінці жовтня, колектив отримав звання зразкового.
Доречно згадати про «Білу кручу», саме тут шведський король Карл XII переправляв своє військо через річку Десна, йдучи на зустріч гетьману Мазепі.
12 червня 2020 року, відповідно до розпорядження Кабінету Міністрів України № 730-р «Про визначення адміністративних центрів та затвердження територій територіальних громад Чернігівської області», увійшло до складу Менської міської громади.
19 липня 2020 року, в результаті адміністративно-територіальної реформи та ліквідації Менського району, село увійшло до складу Корюківського району.

## Населення

### Чисельність населення[8][9][2][10]
| 1979 | 1989 | 2001 | 2011 | 2012 | 2013 | 2016 | 2018 | 2019 | 2020 | 2022 |
| ---- | ---- | ---- | ---- | ---- | ---- | ---- | ---- | ---- | ---- | ---- |
| 2999 | 3171 | 2696 | 2404 | 2377 | 2363 | 2304 | 2212 | 2174 | 2133 | 2081 |

### Мова
Розподіл населення за рідною мовою за даними перепису 2001 року:
| Мова            | Кількість | Відсоток |
| --------------- | --------- | -------- |
| українська      | 2536      | 95.77%   |
| російська       | 100       | 3.78%    |
| білоруська      | 5         | 0.19%    |
| циганська       | 5         | 0.19%    |
| інші/не вказали | 2         | 0.07%    |
| Усього          | 2648      | 100%     |

## Пам'ятки
- Макошинський заказник
- Макошине (заповідне урочище)
- Круча (заказник)
- Озеро «Гайтан» (пам'ятка природи)
- Топильне (пам'ятка природи)

## Люди, пов'язані з селом
- Тарнопільський Микола Гаврилович (1891—†?) — підполковник Армії УНР.
- Капшученко Микола Васильович (1889—1959) — священик, протоієрей Андріївської церкви в місті Києві, батько оперної співачки Раїси Окіпної; в 1930-х роках служив у селі священиком.
- Олекса Гнатович Десняк (1909—1942) — український радянський письменник, навчався у Макошинській семінарії.

## Мережні ресурси
- Makoszyn // Słownik geograficzny Królestwa Polskiego. — Warszawa : Druk «Wieku», 1884. — Т. V. — S. 928. (пол.)
- Банк даних Державної служби статистики України [Архівовано 31 липня 2014 у Wayback Machine.](укр.)
- Cities & towns of Ukraine [Архівовано 28 липня 2013 у Wayback Machine.](англ.)(укр.)